# Informatica umanistica

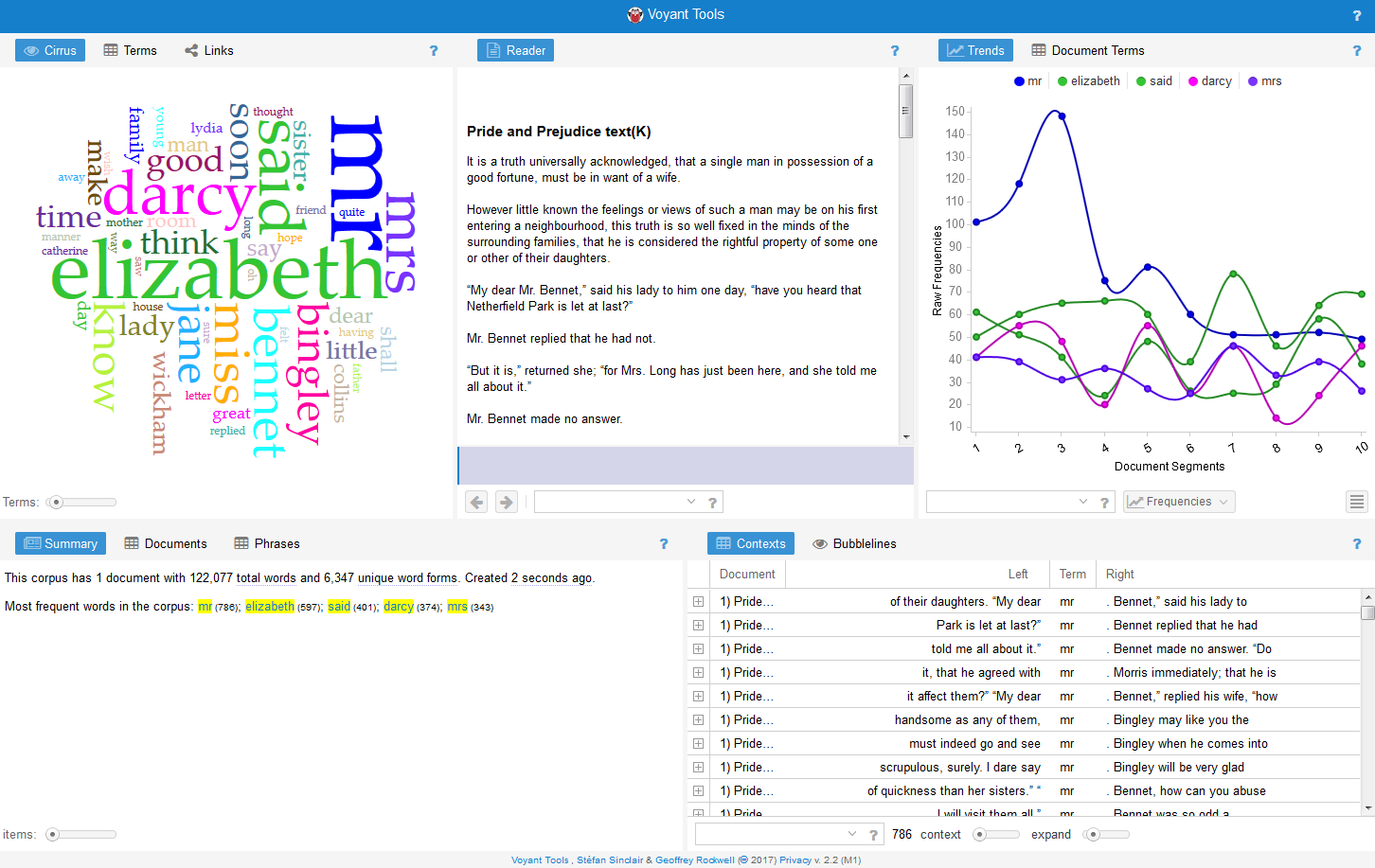
Esempio di analisi testuale di un romanzo con Voyant tools

L'informatica umanistica, o digital humanities o humanities computing, è un campo di studi che nasce dall'integrazione di procedure computazionali e sistemi multimediali nelle discipline umanistiche, relativamente in particolare alla rappresentazione dei dati, alla formalizzazione delle fasi di ricerca e alle tecniche di diffusione dei risultati. Il rapporto tra le due componenti si esprime non solo a livello applicativo, ovvero nell'impiego di strumenti informatici per rendere più veloci ed efficienti le ricerche delle discipline umanistiche, ma anche a livello metodologico, ovvero nell'integrazione di approcci al fine di generare nuovi paradigmi di elaborazione dei dati. I campi d'applicazione dell'informatica umanistica coinvolgono gli studi di linguistica, filologia, letteratura, storia, archeologia, storia delle arti figurative, musicologia, interazione uomo-macchina, biblioteconomia e il settore della didattica.

## Definizione
L'espressione "informatica umanistica", usata in italiano come traduzione di Humanities Computing prima e di Digital Humanities poi, si è diffusa a partire dai primi anni '90 per indicare una serie di esperienze di formalizzazione delle discipline umanistiche avviate da metà del XX secolo. La precisa definizione del nome resta tuttavia una questione controversa. Nonostante ci sia accordo internazionale nel riconoscere all'informatica umanistica lo status di disciplina, o meglio di settore scientifico-disciplinare che accoglie al suo interno differenti studi, delimitare con precisione i confini scientifici di un progetto interdisciplinare del genere resta un'operazione complessa e tuttora irrisolta. Nel Manifesto delle digital humanities 2.0, la generale etichetta di digital humanities è definita come:
(The Digital Humanities Manifesto 2.0)

## Storia
I primi studi considerati parte dell'ombrello dell'informatica umanistica risalgono alla fine degli anni '40 e interessano il settore linguistico: nel 1949, il padre gesuita e linguista Roberto Busa avviò il trentennale progetto dell'Index Thomisticus, l'opera di indicizzazione dell'intera produzione letteraria di S. Tommaso d'Aquino, eseguita per mezzo di macchine elettrocontabili operanti su schede perforate. L'esperimento di Busa rappresentò un modello per le successive e più avanzate ricerche d'informatica testuale. Negli stessi anni, anche altri studiosi di differenti discipline umanistiche iniziarono ad avvalersi di strumenti computazionali per rispondere all'esigenza di formalizzazione dei propri lavori.
L'insieme delle esperienze che si vennero a creare, pur appartenendo a discipline differenti, presentava pratiche comuni e andò a costituire il settore dell'informatica umanistica, che tra anni '60 e '70 trovò espressione nelle prime associazioni e riviste specializzate. Con l'avvento del World Wide Web, il campo dell'informatica umanistica si aprì all'uso dei media virtuali, accogliendo nuovi procedimenti, non più solo di formalizzazione della ricerca, ma anche di comunicazione, scrittura e pubblicazione di risultati e fonti. Questo passaggio portò al cambio di denominazione dell'area di studio, che divenne più propriamente nota in lingua inglese come digital humanities.

## Applicazioni
I principali e trasversali settori applicativi dell'informatica umanistica sono l'analisi testuale (nelle sue tre componenti: documentaria, editoriale ed ermeneutica), l'organizzazione di basi di dati, il trattamento computerizzato delle immagini e la gestione automatica di risorse bibliografiche, biblioteche e documenti d'archivio.
La principale distinzione tra le applicazioni dell'informatica umanistica riguarda il trattamento di basi di dati testuali o linguistici, intesi come espressione letteraria, visiva o musicale rappresentabile con un codice che ne riproduca al meglio le valenze, e il trattamento di basi di dati fattuali, intesi come informazioni direttamente desunte della realtà attraverso processi di individuazione e formalizzazione che precedono e determinano il procedimento di codifica per l'automazione. I primi sono oggetto di studio delle discipline linguistiche, filologiche, di critica letteraria, storica, artistica e musicale; le procedure computazionali coi quali sono analizzati producono indici di parole, lessici, concordanze, thesauri, edizioni critiche, analisi di suoni, immagini, ecc. I secondi riguardano prevalentemente le discipline storiche, archeologiche e storico-artistiche; la loro trattazione, che include metodi quantitativi e simulazioni, è volta a fornire in modo automatico informazioni sulle relazioni logiche tra dati o sintesi e statistiche relative ad essi.

### Informatica e linguistica
Il rapporto tra i due settori disciplinari, prima espressione dell'informatica umanistica, ha originato una disciplina figlia, la linguistica computazionale. I primi linguaggi di programmazione specifici per il trattamento di testi sono stati SNOBOL (String Oriented Symbolic Language) e ICON. La loro azione consiste nell'individuare all'interno di stringhe di caratteri particolari pattern, che permettono operazioni di suddivisione in parole, raggruppamento di forme, ordinamento alfabetico, analisi stilometriche, lemmatizzazione, individuazione di indici e concordanze, ecc.
Partito da queste semplici tecniche di Pattern Recogniton, il settore informatico-linguistico si è interessato alla grammatica generativa e ha preso ad occuparsi dello studio dei formalismi del linguaggio, delle tecniche di analisi delle regole e delle strutture linguistiche e lessicali (individuazione delle strutture sintattiche e delle funzioni semantiche, attribuzione di tratti semantici pertinenti, ecc.), di generazione automatica di enunciati e di progettazione, diffusione e gestione di repertori e basi di dati linguistici, lessicali e terminologici.
Oltre che in ambito accademico, il connubio tra informatica e studi linguistici ha avuto uno sviluppo commerciale nell'industria linguistica, che opera nella creazione di prodotti quali correttori ortografici e sintattici, sistemi di riconoscimento vocale, traduttori automatici, programmi di redazione di riassunti automatici e così via.

### Informatica e critica letteraria
Il principale vantaggio apportato dall'informatica agli studi letterari è stato la creazione di grandi corpora di testi antichi e moderni in formato digitale, tra i quali è possibile condurre analisi testuali con sistemi di information retrieval e text mining. L'avvento dei corpora digitali ha quindi ridefinito l'ampiezza delle ricerche in campo letterario, dall'analisi del dettaglio del singolo documento al confronto di testi su larga scala.
Sul finire degli anni '80, per ovviare ai problemi di eccessiva differenziazione delle banche dati testuali e dei relativi sistemi d'interrogazione, è nata la Text Encoding Initiative, un consorzio internazionale che si occupa di definire modelli standard di digitalizzazione dei testi e delle loro marcature XML.
Nel 2005, con la pubblicazione del saggio Graphs, maps and trees, Franco Moretti ha introdotto il distant reading, un nuovo approccio per gli studi critico letterari basato sulla quantificazione. Questo modello di ricerca prevede l'osservazione globale di un vasto insieme di dati testuali, come un intero genere letterario, effettuata attraverso grafici, mappe geografiche e alberi genealogici e senza prendere in esame i singoli testi (close reading).

### Informatica e filologia
In campo filologico, l'informatica ha principalmente interessato il ramo dell'ecdotica, ovvero lo studio della ricostruzione integrale di testi basata sull'insieme delle loro varianti manoscritte. Tra gli anni '50 e '60, per superare il discusso metodo di Lachmann, il tradizionale strumento di ricostruzione dell'edizione critica, il monaco benedettino Henri Quentin propose una nuova procedura operativa, che rinunciava alla valutazione specifica delle varianti del testo in favore di un loro trattamento attraverso metodi quantitativi. Questo tentativo di formalizzare i procedimenti dell'ecdotica fu la base dello sviluppo di algoritmi per la gestione (semi)automatica dell'analisi critica dei testi, codificati e registrati su supporto magnetico. Quest'ambito di studi va sotto il nome di filologia computazionale o digitale, disciplina che coordina le funzioni dell'informatica testuale in una coerente opera di archiviazione di testi e varianti, marcatura (lessicale, grammaticale e semantica) dello loro informazioni e produzione di edizioni critiche a video o a stampa.

### Informatica e storia
Il rapporto tra informatica e studi storici (intesi in senso convenzionale, escludendo la storia della letteratura o delle arti figurative) è incentrato sull'analisi, la sintesi e la diffusione multimediale della documentazione raccolta nelle banche dati. Le fonti sono divise in due categorie: in ordine di rilievo,  la documentazione d'archivio, i dati fattuali, e la documentazione storiografica, i dati prosopografici, trattati con i criteri e metodi propri dell'analisi testuale.
I principali strumenti delle applicazioni informatiche in campo storico sono i programmi di Data Base Managment System (DBMS), ovvero sistemi di gestione archivi composti da 3 moduli fondamentali: un sistema per l'introduzione dei dati, un sistema di archiviazione e un linguaggio d'interrogazione e di ordinamento secondo parametri stabiliti dall'utente. Le procedure di automazione hanno inoltre rafforzato il metodo storico quantitativo, nato prima dell'influenza dell'informatica all'interno di alcune scuole storiografiche del XX secolo (Nouvelle Histoire, New Social History, Quantum Institution). Quest'uso della statistica ha trovato largo impiego soprattutto nelle diramazioni interdisciplinari della storia, come la storia economica, sociale, demografica, ecc.
Altre specifiche applicazioni informatiche alla storia sono i processi di simulazione. Questi partono da un quadro fisso di rapporti tra i dati del fenomeno in esame, e, sulla base delle operazioni su alcune variabili scelte di volta in volta dal ricercatore, mostrano le conseguenti trasformazioni tra i dati dell'insieme di partenza. Il procedimento viene impiegato per sottoporre le ipotesi degli studiosi a una verifica obiettiva e imparziale, la cui precisione non può tuttavia considerarsi assoluta.
Dal 1986, il riferimento internazionale per il settore storico dell'informatica umanistica è l'Association for History and Computing, responsabile dell'organizzazione di convegni annuali e della pubblicazione della rivista History and Computing.

### Informatica e archeologia
L'informatica ha permesso significativi avanzamenti di ricerca negli studi archeologici. Per iniziare, ha migliorato le tecniche di analisi del sito, permettendo il rilievo di grandi quantità di dati sia dei reperti che del territorio prima che sia alterato dalle operazioni di scavo (tecniche di telerilevamento). Tra gli strumenti di ausilio alla disciplina sono stati introdotti i sistemi GIS (Geographical Information System) per la cartografia dei siti archeologici, con cui è possibile tracciare carte digitali tematiche e interrogabili, e le applicazioni per la modellazione 3d, utilizzata sia in fase di ricerca che di divulgazione, e per la navigazione in ambienti virtuali. Come per le discipline storiche, hanno infine avuto rilievo banche dati e metodi quantitativi ai fini della catalogazione, inventariazione e classificazione dei beni archeologici e dello sviluppo di software per la seriazione e le analisi multivariate (clustering, analisi delle corrispondenze, ecc.) dei dati archeologici.

### Informatica e discipline storico-artistiche
L'impiego di strumenti informatici nell'ambito delle discipline di storia delle arti figurative ha dato origine alle seguenti applicazioni: nuovi criteri di valutazione delle opere d'arte, ottenuti da algoritmi di Pattern Recognition, che individuano e confrontano unità significative (linee, accostamenti di colore, contrasto luce-ombra), e dall’analisi statistica delle componenti grafiche e coloristiche; metodi multimediali per la catalogazione, la conservazione e la fruizione del patrimonio storico-artistico; programmi per il restauro e la creazione di opere d'arte, in grado di riprodurre e modificare attraverso procedimenti digitali figure e modelli 3d.

### Informatica e musicologia
Nel campo della musicologia, l'informatica ha contribuito creando banche dati interrogabili e programmi di videoscrittura di spartiti analoghi a quelli di caratteri alfabetici, in grado automaticamente di impaginare e mettere in partitura i brani, emettere le diverse parti strumentali e applicare il testo alle parti vocali. Il settore è particolarmente attivo in Italia, ad esempio presso il Centro di Sonologia Computazionale della Facoltà d'Ingegneria di Padova, dove sono state sintetizzate intere opere ed è allo studio un algoritmo capace di ricreare suoni e timbri simulando le esitazioni e le imprecisioni tipiche delle esperienze umane.

### Applicazioni collaterali
Al di là del potenziamento delle singole discipline umanistiche, l'informatica umanistica ha avuto un forte impatto nei settori, definiti da Tito Orlandi "applicazioni collaterali", della biblioteconomia e della didattica. Nel primo caso, il contributo consiste nella creazione di biblioteche digitali, che consentono di effettuare in rete, attraverso interfacce di interrogazione con numerosi filtri combinabili, ricerche di testi presso la maggior parte delle biblioteche del mondo. Nel secondo caso, si tratta del contributo allo sviluppo di sistemi di apprendimento online, che permettono la formazione di allievi a distanza. Il settore della didattica digitale coinvolge discipline sia scientifiche che umanistiche e ha avuto particolare successo nell'insegnamento delle lingue.

## Organizzazioni
Il panorama dei soggetti attivi nella realizzazione e promozione di progetti d'informatica umanistica comprende i seguenti enti.

### Centri, fondazioni, società
- Accademia della Crusca (Firenze)
  - Lo storico centro per la ricerca sulla lingua italiana lavora in collaborazione con altri istituti allo sviluppo di progetti di automatizzazione del patrimonio linguistico. Uno dei maggiori progetti avviati è La lessicografia della Crusca in rete[26] (testi e banca dati dei Vocabolari dal 1612 al 1923), che consiste nella realizzazione di una banca dati dedicata alle 5 edizioni del vocabolario dell'Accademia.[27] A fianco dell'Accademia della Crusca opera inoltre il centro specializzato OVI (Opera del Vocabolario Italiano) del CNR, che ha pubblicato in rete il Tesoro della Lingua Italiana delle Origini, la parte antica del Vocabolario storico della lingua italiana.[28]
- CCAT (Centre for Computer Analysis of Texts, Pennsylvania)
- CETH (Center for Electronic Texts in the Humanities, Rutgers University, New Jersey)
- CDH (Center for Digital Humanities, UCLA, Los Angeles)
- Centre de traitement automatique du language (Lovanio)
- Centre for Computing in the Humanities (King's College London)
- Centre for Technology and Arts (De Montfort University, Leicester)
- CISI (Centro Interstrutture di Servizi Informatici e Telematici per le Facoltà Umanistiche, Torino)
- CILTA (Centro di Interfacoltà di Linguistica Teorica e Applicata, Università di Bologna)
- CISADU (Centro Interdipartimentale di Servizi per l'Automazione nelle Discipline Umanistiche, La Sapienza)
- CTL (Centro di elaborazione informatica di testi e immagini nella Tradizione Letteraria, Scuola Normale Superiore)
- Die Abteilung Literarische und Dokumentarische Datenverarbeitung (Tubinga)
- Fondazione Rinascimento Digitale
- IATH (Institute for Advanced Technology in the Humanities, Università della Virginia)
- Humanities Adavanced Technology and Information Institute (Glasgow)
- ILC (Istituto di Linguistica Computazionale, Pisa)
- Le Laboratoire d'Analyse Statistique del Langues Ancienne (Liegi)
- Sekson for humanistik informatikk (Bergen)
- SIGNUM (Centro di ricerche informatiche per le discipline umanistiche, Scuola Normale Superiore)
- SISMEL (Società Internazionale per lo Studio del Medioevo Latino, Firenze)
- Stanford Literary Lab (Università di Stanford)
- STG (Scholarly Technology Group, Brown University, Providence)
- VeDPH (Venice Centre for Digital and Public Humanities, Università Ca' Foscari Venezia)

### Associazioni
L'ADHO (Alliance of Digital Humanities Organizations) è l'ente di coordinamento internazionale in cui alcune delle più importanti associazioni di ricerca e promozione dell'informatica umanistica si sono federate nel 2005. Il progetto di unificazione è nato dallo sforzo congiunto delle associazioni ALLC (Association for Literary and Linguistics Computing, oggi nota come EADH) e ACH (Association for Computers and the Humanities), attraverso le conferenze di Tubinga e Göteborg del 2002 e 2004. A partire dal 2006, l'ADHO organizza ogni anno una conferenza internazionale con funzione di riferimento per il settore humanities computer science. Gli attuali membri dell'ADHO sono:
- aaDH (Australasian Association for Digital Humanities, socio dal 2012)
- ACH (Association for Computers and the Humanities, socio fondatore dal 2005)
- CSDH/SCHN (Canadian Society for Digital Humanities / Société canadienne des humanités numériques, socio dal 2007)
- centerNet (socio dal 2012)
- EADH (The European Association for Digital Humanities, socio fondatore dal 2005)
- JADH (Japanese Association for Digital Humanites, socio dal 2016)
- Humanistica (L'association francophone des humanités numériques/digitales, socio dal 2016)

Altri profili di rilievo nel mondo dell'informatica umanistica sono l'ACL (Association for Computational Linguistics), l'ACM (Association for Computing Machinery) e il network tematico Advanced Computing in the Humanities, un progetto attivo dal 1996 al 2000 che ha permesso un confronto internazionale riguardo l'impatto delle tecnologie sulle discipline umanistiche.
In Italia, l'ente di riferimento nazionale per l'informatica umanistica è l'AIUCD (Associazione per l'Informatica Umanistica e la Cultura Digitale), costituita a Firenze il 25 marzo 2011. L'AIUCD organizza convegni annuali di confronto tra ricercatori nazionali e internazionali. I congressi si sono tenuti, a partire dal 2012, a Firenze, Padova, Bologna, Torino, Venezia, Roma, Bari e Udine.

### Riviste
- Archeologia e calcolatori
- Archivi e computer
- D-Lib Magazine
- Digital Humanities Quarterly
- Digital Medievalist
- DigItalia
- Filologia - Risorse Informatiche
- Informatica Umanistica
- Journal of the association for History and Computing
- Language Resources and Evaluation
- Linguistica Computazionale
- Literary and Linguistic Computing
- Reti Medievali - RM rivista
- SCRINEUM - Saggi e materiali online di scienze del documento e del libro medievali
- Umanistica Digitale